# Foot Ball Club di Roma 1906-1907
Questa voce raccoglie le informazioni riguardanti il Foot Ball Club di Roma nelle competizioni ufficiali della stagione 1906-1907.

## Stagione
Nel 1907 venne disputato a Roma il primo torneo di calcio in seno alla FIF. Il FBC di Roma prese parte al torneo di I categoria ritirandosi da quello di II categoria.

## Divise
La divisa del Roman era costituita da maglia rossa con colletto a polo e bordi manica gialli, pantaloncini bianchi e calzettoni rossi con dettagli gialli. I portieri indossavano una maglia con colletto a polo gialla, pantaloncini bianchi e calzettoni gialli.
| Casa     | \| Portiere \| |
| Portiere |                |

## Organigramma societario
Area direttiva
- Presidente:

Area tecnica
- Allenatore:

## Rosa
| N. |                        | Ruolo | Calciatore      |
| -- | ---------------------- | ----- | --------------- |
|    | Inghilterra (bandiera) | P     | Hastings        |
|    | Italia (bandiera)      | P     | Cesare Serventi |
|    | Italia (bandiera)      | D     | Mario De Fiori  |
|    | Italia (bandiera)      | D     | Gambetta        |
|    | Italia (bandiera)      | D     | Giulio Olivieri |
|    | Italia (bandiera)      | D     | Paolo Telfener  |

| N. |                   | Ruolo | Calciatore                    |
| -- | ----------------- | ----- | ----------------------------- |
|    | Italia (bandiera) | C     | Enzo Casalini                 |
|    | Italia (bandiera) | C     | Nicola Maraini                |
|    | Italia (bandiera) | C     | Joe Nathan                    |
|    | Italia (bandiera) | C     | Suardi                        |
|    | Italia (bandiera) | A     | Ignazio Borsarelli (capitano) |
|    | Italia (bandiera) | A     | Ernesto De Fiori              |

## Risultati

### Campionato Romano
| Arbitro: | Tifi (Roma) |

|   |           |   |
| ? | Marcatori | ? |

| Arbitro: | Tifi (Roma) |

|   |           |  |
| ? | Marcatori |  |

## Statistiche

### Statistiche di squadra
| Competizione      | Punti | In casa | In casa | In casa | In casa | In casa | In casa | In trasferta | In trasferta | In trasferta | In trasferta | In trasferta | In trasferta | Totale | Totale | Totale | Totale | Totale | Totale | DR |
| Competizione      | Punti | G       | V       | N       | P       | Gf      | Gs      | G            | V            | N            | P            | Gf           | Gs           | G      | V      | N      | P      | Gf     | Gs     | DR |
| ----------------- | ----- | ------- | ------- | ------- | ------- | ------- | ------- | ------------ | ------------ | ------------ | ------------ | ------------ | ------------ | ------ | ------ | ------ | ------ | ------ | ------ | -- |
| Campionato Romano | 0     | 0       | 0       | 0       | 0       | 0       | 0       | 2            | 0            | 0            | 2            | 2            | 6            | 2      | 0      | 0      | 2      | 2      | 6      | -4 |